# Острівний гігантизм
Острівний гігантизм — біологічний феномен, явище, при якому величина окремих видів організмів, що мешкають на ізольованому острові, вкрай швидко збільшується з кожним наступним поколінням.

### Ссавці
Багато гризунів виростають крупніше на островах, у той час як хижаки, парнокопитні і хоботні зазвичай стають меншими.

### Птахи

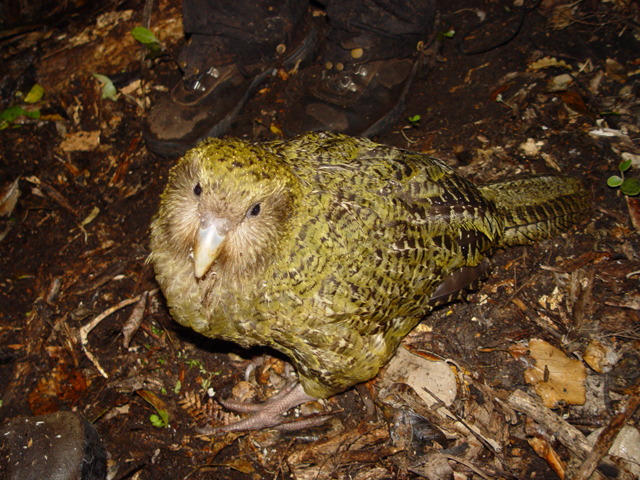
Какапо — найбільший нелітаючий папуга

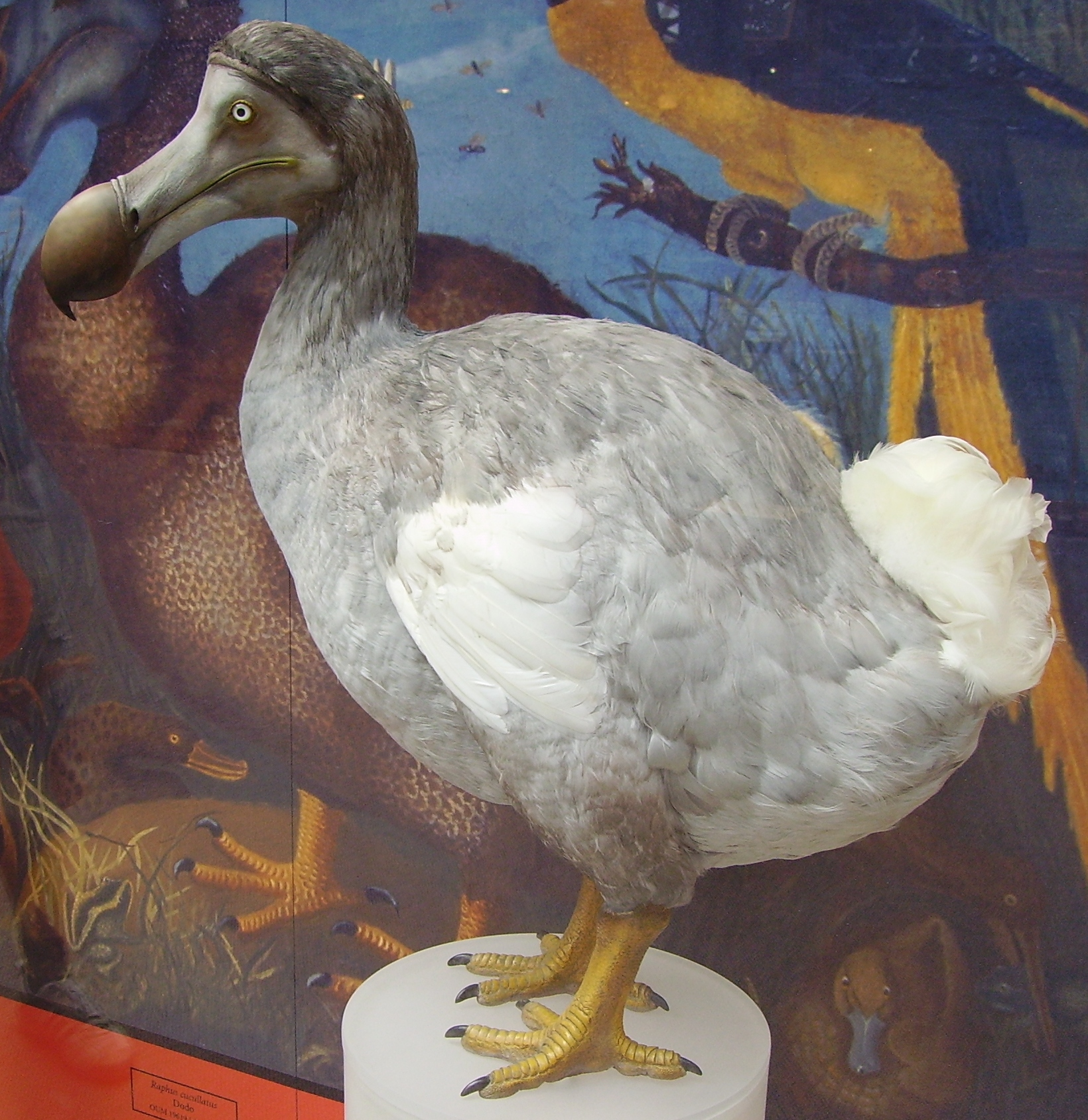
Вимерлий птах Дронт

Найбільші птахи, які коли-небудь існували на Землі, були мешканцями островів:  епіорніси на Мадагаскарі і моа в  Новій Зеландії, які досягали 3-метрової висоти і важили до 250 кг. Гігантизм у цих нелітаючих птахів є результатом мутацій, що призвели до надрозвиненого гіпофіза.

### Рослини
Острівний гігантизм спостерігають не лише серед тварин, але й серед рослин. На Сахаліні зростає гірчак сахалінський (Polygonum sachalinense); багато інших сахалінських рослин також відрізняються гігантизмом. Деякі види чагарників і трав на островах не поступаються своїми розмірами невеликим деревам, наприклад, Plantago arborescens з  Канарських островів.